# Jorge Toro
Pour les articles homonymes, voir Toro.
Jorge Luis Toro Sánchez est un footballeur  international chilien, né le 10 janvier 1939 dans la capitale Santiago et mort le 16 février 2024 à El Quisco. Il participe à la coupe du monde de 1962 où il marque deux buts.